# Tân Mỹ (phường)
Tân Mỹ là một phường thuộc Thành phố Hồ Chí Minh, Việt Nam. Phường có diện tích 6,45 km2 và dân số năm 2025 là 66.887 người. Phường được thành lập năm 2025 và chính thức hoạt động từ ngày 1 tháng 7 năm 2025.
Ngày 18 tháng 4 năm 2025, Hội đồng Nhân dân thành phố Hồ Chí Minh ban hành Nghị quyết 25/NQ-HĐND năm 2025 về việc tán thành chủ trương sắp xếp ĐVHC cấp xã của thành phố Hồ Chí Minh: Nhập toàn bộ diện tích tự nhiên, quy mô dân số của phường Tân Phú và một phần diện tích tự nhiên, quy mô dân số của phường Phú Mỹ, Quận 7 thành một đơn vị hành chính, đặt tên là phường Tân Mỹ.